# Schloss Kattau
Schloss Kattau liegt in Kattau in der Gemeinde Meiseldorf in Niederösterreich.

## Geschichte
Das jetzige Schloss wurde wahrscheinlich in der Mitte des 14. Jahrhunderts erbaut. Im Jahr 1343 wurde es erstmals erwähnt. Im 15. Jahrhundert wurde es von den Ungarn unter Matthias Corvinus besetzt. Kaiser Friedrich III. gewann das Gebäude zurück und sein Sohn Maximilian I. belehnte 1497 Heinrich Prüschenk von Stettenberg mit der Herrschaft. In der ersten Hälfte des 17. Jahrhunderts erfolgte vermutlich der Umbau zu einem Wasserschloss. Eine Erwähnung 1644 bezeichnet es als neu erbaut. Von 1669 bis 1827 führten die damaligen Eigentümer, die Freiherren von Gilleis, die Barockisierung des Schlosses durch. Weitere Eigentümer waren von 1832 bis 1839 Josef von Hempel, außerdem die Herren von Neuhaus und die Familie Geymüller. Nach dem Zweiten Weltkrieg dachte man aufgrund des desolaten Zustands des Gebäudes über einen Abriss nach, es wurden jedoch Teilrenovierungen durchgeführt. Schloss Kattau ist immer noch Zentrum des Gutsbetriebs und gehört der Familie Hiller.
Das Schloss ist eine vierflügelige, dreigeschoßige Anlage um einen rechteckigen Hof, das an drei Seiten von gedrungenen Ecktürmen beflankt wird. Der Westtrakt ist eingestürzt.

## Garten
Der ummauerte barocke Garten wurde im dritten Viertel des 18. Jahrhunderts angelegt. 1823 wurde er in einen englischen Park umgewandelt, in dem noch heute etliche alte Bäume stehen.

## Galerie

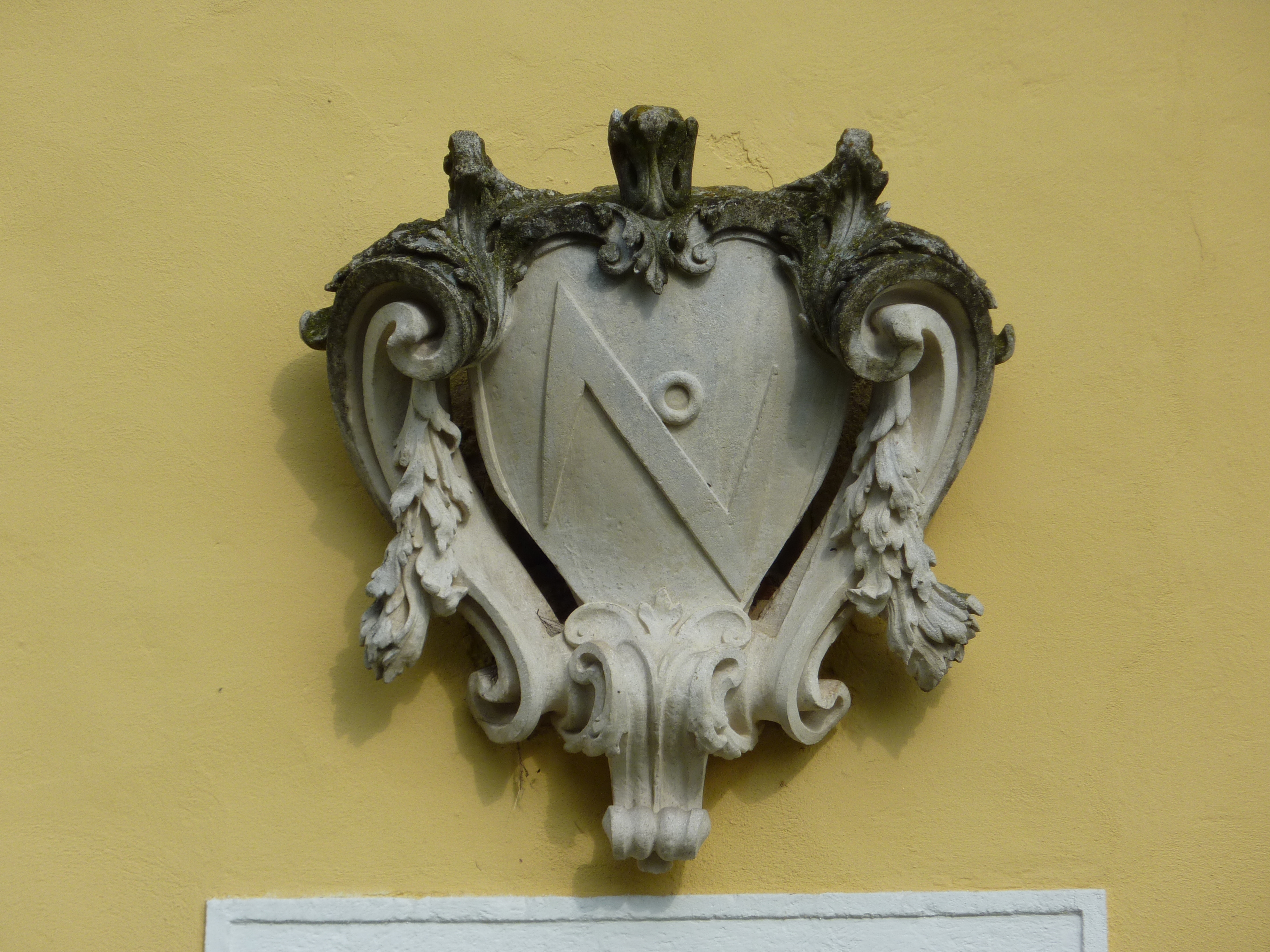
Wappen der Freiherren von Gilleis
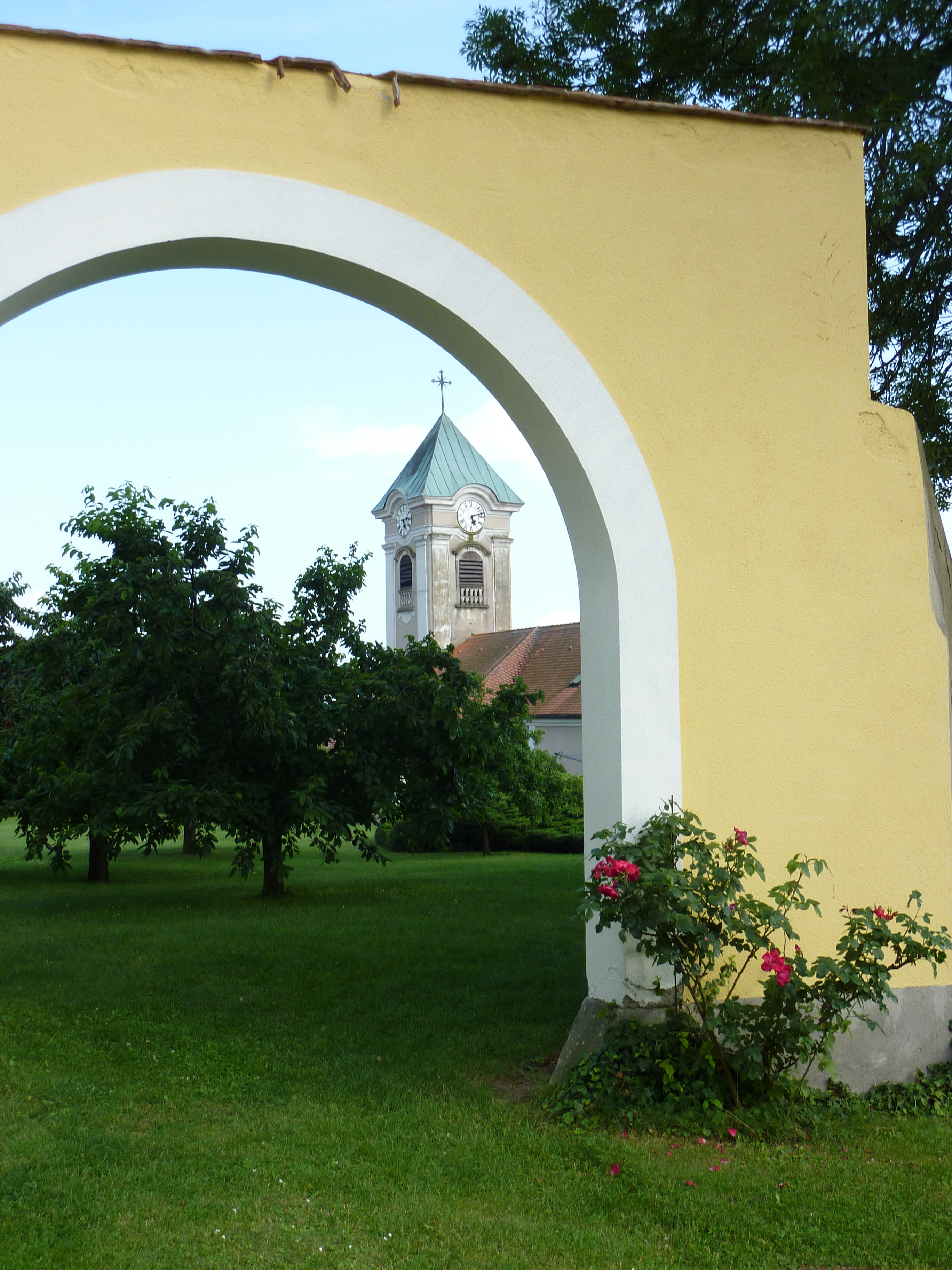
Die Pfarrkirche
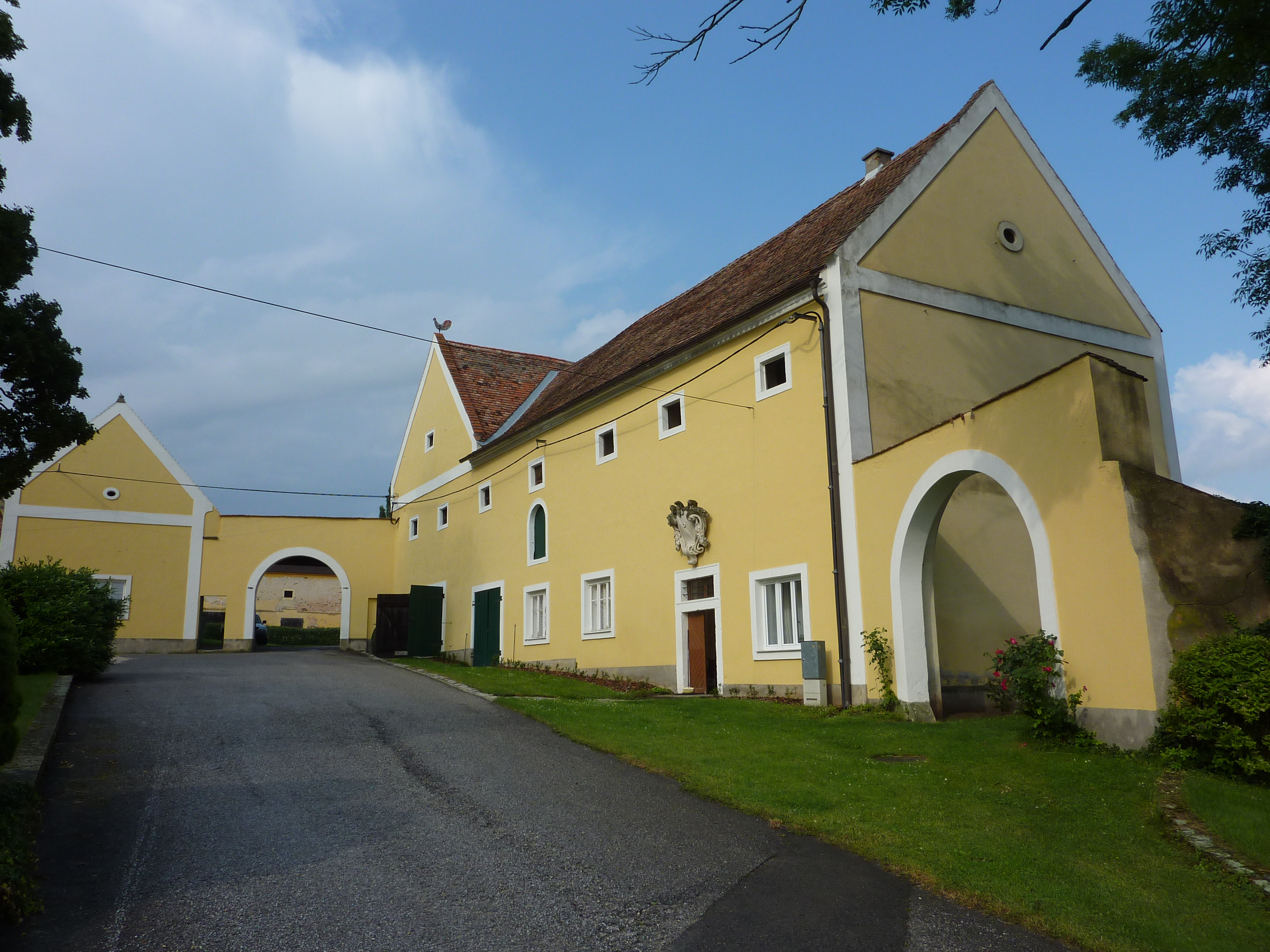
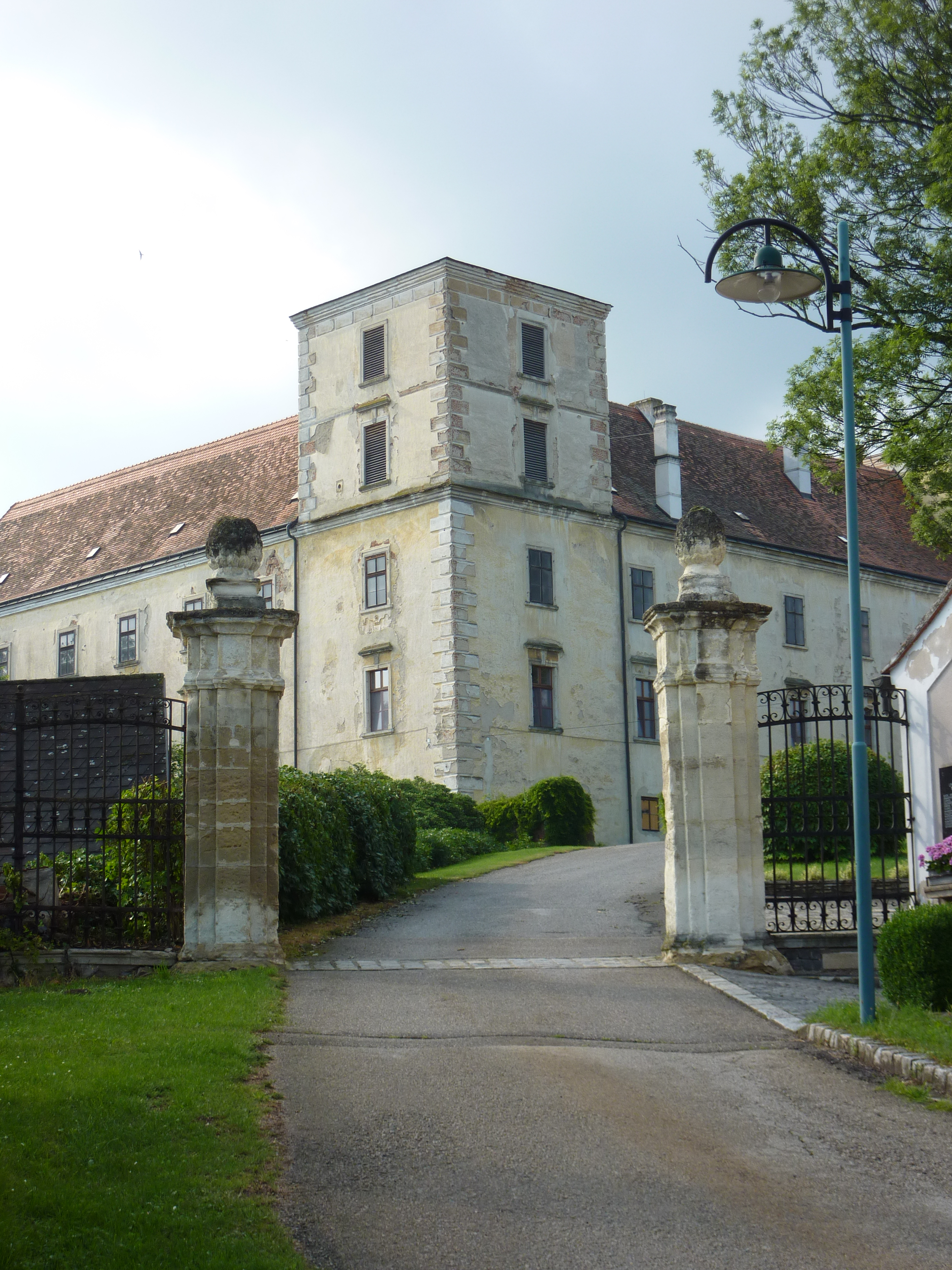